# V603 Андромеды
V603 Андромеды (лат. V603 Andromedae) — одиночная переменная звезда в созвездии Андромеды на расстоянии (вычисленном из значения параллакса) приблизительно 10930 световых лет (около 3351 парсека) от Солнца. Видимая звёздная величина звезды — от +12,15m до +11,8m.

## Характеристики
V603 Андромеды — красная пульсирующая медленная неправильная переменная звезда (LB) спектрального класса M. Эффективная температура — около 3287 K.